# (11652) Johnbrownlee
(11652) Johnbrownlee (1997 CK13) – planetoida z pasa głównego asteroid okrążająca Słońce w ciągu 5,49 lat w średniej odległości 3,11 j.a. Odkryta 7 lutego 1997 roku.